# Pante Panah
Pante Panah is een bestuurslaag in het regentschap Aceh Timur van de provincie Atjeh, Indonesië. Pante Panah telt 762 inwoners (volkstelling 2010).